# 2000 SB45
2000 SB45 ist ein Asteroid, der zu den Erdnahen Asteroiden (Apollo-Typ) zählt und am 27. September 2000 von Lincoln Laboratory ETS, New Mexico (IAU-Code 704) entdeckt wurde. Der Asteroid wird (Stand: 3. März 2025) auf der NEO Risk List mit einer kumulativen Einschlagswahrscheinlichkeit von 1 zu 7936 in den Jahren 2074 bis 2113 geführt. Der Durchmesser des Asteroids wird auf etwa 30 bis 60 Meter geschätzt.